# Henri Deslandres
Pour les articles homonymes, voir Deslandres.
Henri-Alexandre Deslandres, né le 24 juillet 1853 à Paris et mort le 15 janvier 1948 à Paris, est un astronome français, qui est directeur de l'observatoire de Meudon puis de l'observatoire de Paris.

## Biographie
Ses études en licence et à l'École polytechnique sont perturbées par les conséquences de la guerre franco-prussienne de 1870 et le chaos lié à la commune de Paris. Diplômé en 1874, il s'engage dans une carrière militaire pour répondre aux tensions provoqués par l'Allemagne émergente. Il atteint le grade de capitaine dans le génie, et, s'intéressant de plus en plus à la physique, il démissionne en 1881 pour rejoindre le laboratoire d'Alfred Cornu à l'École polytechnique, où il travaille sur la spectroscopie. Son travail sur la spectroscopie continue au laboratoire de recherches physiques de la faculté des sciences de Paris, où il obtient le doctorat ès sciences en 1888, trouvant des modèles numériques aux raies spectrales qui complètent le travail de Johann Balmer et catalysent le développement futur de la mécanique quantique au début du XXe siècle.
En 1868, les observations que fit Jules Janssen du Soleil l'avaient amené à déclarer devant l'Académie des sciences : « Ce n'est plus la géométrie et la mécanique qui dominent désormais en astronomie mais la physique et la chimie. » Cette affirmation n'étant pas du goût d'Urbain Le Verrier, directeur de l'observatoire de Paris de l'époque, le gouvernement français fournit à Janssen les fonds nécessaires à la création d'un observatoire à Meudon, à la périphérie de Paris, dont il serait le seul astronome. Lorsque Amédée Mouchez succéda à Le Verrier à la tête de l'observatoire, il décida de développer l'astrophysique en engageant Deslandres. Deslandres développe alors le spectrohéliographe en même temps que George Ellery Hale.

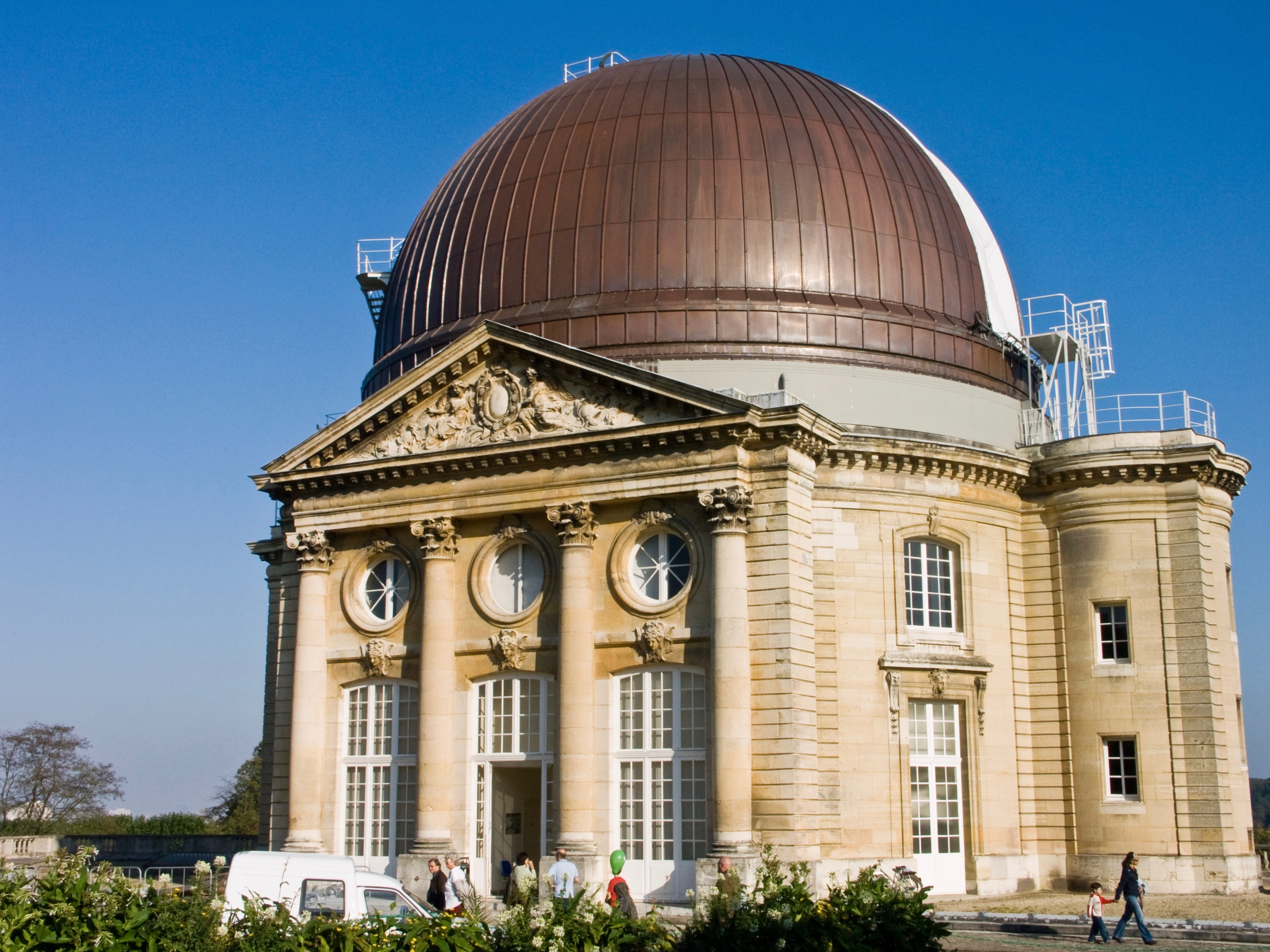
Observatoire de Meudon

En 1898, il rejoint Janssen à Meudon, ce qui a pour conséquence de doubler l'effectif scientifique de l'observatoire. À la mort de Janssen en 1907, il en devient directeur et se lance dans un programme d'expansion. Il est président de la Société astronomique de France de 1907 à 1909 . Lorsque la Première Guerre mondiale éclate en 1914, bien qu'âgé de 60 ans, il repart pour le service actif dans le génie avec le grade de major et plus tard lieutenant-colonel. Après l'armistice de 1918, il retourne à son bureau de Meudon jusqu'en 1927, le rapprochement des observatoires de Paris et de Meudon le désignant directeur des deux institutions jusqu'en 1929. En 1920, il est président de l'Académie des sciences, dont il avait été élu membre en 1902. Il est fait membre étranger de la Royal Society en 1921.
Bien qu'invité au cinquième congrès Solvay de physique de 1927, il ne s'y rendra pas.
Deslandres reste un astronome très actif jusqu'à sa mort en 1948. Il avait prévu de transférer tous les instruments astronomiques sur le seul site de Meudon, en ne laissant à Paris que la partie administrative de l'observatoire, mais cela ne fut jamais réalisé.

## Distinctions et récompenses
Au long de sa carrière, Henri Deslandres a reçu :
- la médaille d'or de la Royal Astronomical Society en 1913
- la médaille Henry-Draper en 1913
- le prix Jules-Janssen en 1920
- la médaille Bruce en 1921.

Un cratère sur la Lune porte son nom, ainsi que l’astéroïde (11763) Deslandres et le Prix Deslandres de l’Académie des sciences.